# Ampriani
Ampriani (in corso Ampriani) è un comune francese di 14 abitanti situato nel dipartimento dell'Alta Corsica nella regione della Corsica.

## Società

### Evoluzione demografica
Abitanti censiti